# Velebitska gušterica
Velebitska gušterica (latinski: Iberolacerta horvathi) vrsta je guštera iz porodice Lacertidae. Endemska je vrsta u Europi. Donedavno je ova vrsta bila svrstana u isti rod kao i pješčani gušter (Lacerta agilis). Prirodno stanište Velebitske gušterice su šume i grmlje, te stjenovita područja.

## Etimologija
Znanstveno ime, Iberolacerta horvathi gušterica je dobila u čast mađarskog entomologa Géza Horvátha.

## Status očuvanja
Velebitska gušterica prisutna je u srednjoj i južnoj Europi, u planinskim područjima južne Austrije, sjeveroistočne Italije, zapadne Slovenije i zapadne Hrvatske. Područje njenog prisustva fragmentiran je te se vjeruje da je relikvija koja je preživjela posljednje ledeno doba. Mala rasprostranjenost ove vrste glavni je uzrok zabrinutosti za opstanak, zbog čega joj je dodijeljen status skoro ugroženog u IUCN-ovom crvenom popisu, a pravno je zaštićen i u zemljama u kojima živi.

## Opis
Velebitska gušterica naraste do od 6,5 cm. Ima tupu njušku, a tijelo joj je spljošteno. Gornja površina blijedo je sivkasto-smeđe boje sa smeđim ljuskama i bijelim ili žućkastim trbuhom. Duž kralježniceponekad postoji tanka, tamna linija. Mladunci su slične boje, ali često imaju sivkasto-zeleni rep.

## Zemljopisni raspon
Velebitska guštera podrijetlom iz sjeverozapadne Hrvatske, Slovenije te susjednih dijelova sjeveroistočne Italije i južne Austrije. Također se navodi da je prisutna i u južnoj Njemačkoj. Vrlo je slična i sa zidnim gušterom (Podarcis muralis).

## Stanište
Tipična staništa velebitske gušterice su litice, stjenovita i krška podloga, alpska grmlja, vlažne otvorene šume, nasipi i mostovi. Obično se nalazi na visinama od 500 to 2000 metara.

## Ponašanje
Velebitska gušterica prilagođena je životu na stijenama i vrlo je spretna, čak i skače u zrak kako bi uhvatila plijen. Preferira vlažna okruženja.

## Hrana
Velebitska gušterica hrani se nizom malih beskralješnjaka, uključujući leteće kukce.

## Reprodukcija
Ženke polažu od četiri ili pet jajašaca koje se izležu nakon pet do šest tjedana. Novopečenih mladunci imaju tijelo dugo oko 2,5 cm, a postaju zreli u dobi od oko dvije godine.